# ابنة رئيسي
ابنة رئيسي (بالإنجليزية: My Boss's Daughter)‏ هو فيلم رومانسي كوميدي من إخراج ديفيد زاكر وبطولة أشتون كوتشر، تارا ريد، جيفري تامبور، آندي ريختر وتيرينس ستامب، صدر الفيلم في 22 أغسطس 2003.

## روابط خارجية
ابنة رئيسي على موقع IMDb (الإنجليزية)
- ابنة رئيسي على موقع ميتاكريتيك (الإنجليزية)
- ابنة رئيسي على موقع روتن توميتوز (الإنجليزية)
- ابنة رئيسي على موقع نتفليكس (الإنجليزية)
- ابنة رئيسي على موقع قاعدة بيانات الأفلام العربية
- ابنة رئيسي على موقع ألو سيني (الفرنسية)
- ابنة رئيسي على موقع Turner Classic Movies (الإنجليزية)
- ابنة رئيسي على موقع أول موفي (الإنجليزية)
- ابنة رئيسي على موقع بوكس أوفيس موجو (الإنجليزية)
- ابنة رئيسي على موقع فيلمافينيتي (الإسبانية)